# Yoel Lago
Yoel Lago, né le 25 mars 2004 à Mondariz (province de Pontevedra) en Espagne, est un footballeur espagnol qui évolue au poste de défenseur central au Celta Vigo.

## Biographie

### En club
Né à Mondariz en Espagne, Yoel Lago joue pour le Mondariz FC et le Porriño Industrial avant d'être formé par le Celta de Vigo. Il fait ses débuts avec l'équipe B du Celta le 25 septembre 2021 face au CD Calahorra. Son équipe est toutefois battue ce jour-là (1-0).
Le 26 mai 2024, Lago joue son premier match en équipe première à l'occasion d'une rencontre de Liga face au Valence CF. Il est titularisé et les deux équipes se neutralsient (2-2 score final),.
Lancé dans le monde professionnel par Claudio Giráldez (en), Lago considère qu'il doit beaucoup à son entraîneur, qu'il a notamment connu dans les équipes de jeunes du Celta et qui lui a donné confiance. C'est d'ailleurs Giráldez qui le repositionne en défense, alors que Lago est initialement formé au poste de milieu de terrain central. Giráldez lui donne davantage de temps de jeu en équipe première au cours de la deuxième partie de saison 2024-2025,. 
Le 13 juin 2025, il prolonge son contrat avec son club formateur, le liant désormais au Celta Vigo jusqu'en juin 2029.